# Đại học Quốc lập Thanh Hoa
Đại học Quốc lập Thanh Hoa, (NTHU; tiếng Trung: 國立清華大學) là một trường đại học nghiên cứu nằm trong thành phố Tân Trúc, Đài Loan.
Mặc dù trường đại học này ban đầu đã được thành lập tại Bắc Kinh, sau khi quốc dân đảng rút lui đến Đài Loan năm 1949 sau thất bại trước Đảng Cộng sản của Trung quốc trong cuộc Nội Chiến, trường được tái lập tại thành phố Tân Trúc trong năm 1956.
Hiện tại, có 7 trường cao đẳng, 17 khoa và 22 viện sau đại học độc lập thuộc trường. Đại học Khoa học Hạt nhân của trường là cơ sở duy nhất giáo dục và nghiên cứu tập trung vào các ứng dụng hòa bình của năng lượng hạt nhân ở Đài Loan.

## Bảng xếp hạng
Năm 2019 QS World University Rankings  xếp Đại học quốc gia Thanh hoa ở hạng 2 Đài Loan, hạng 163 thế giới. 